# سن-لیووانزوتم
شهر سن-لیووانزوتم (به فرانسوی: Sint-Lievens-Houtem) در شهرستان الست در استان فلاندری شرقی در منطقه فلاندری در کشور بلژیک واقع شده‌است.

## نگارخانه

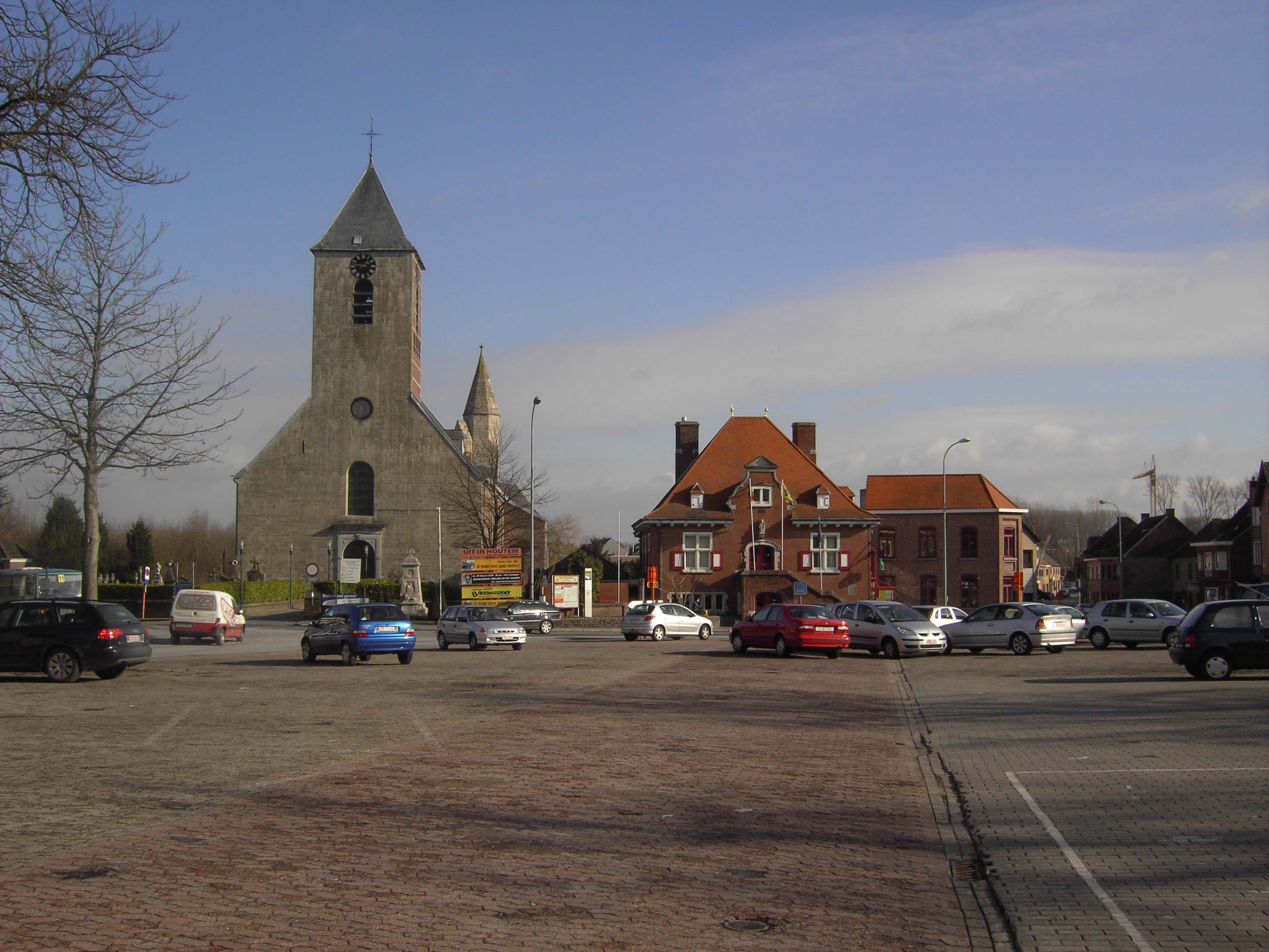
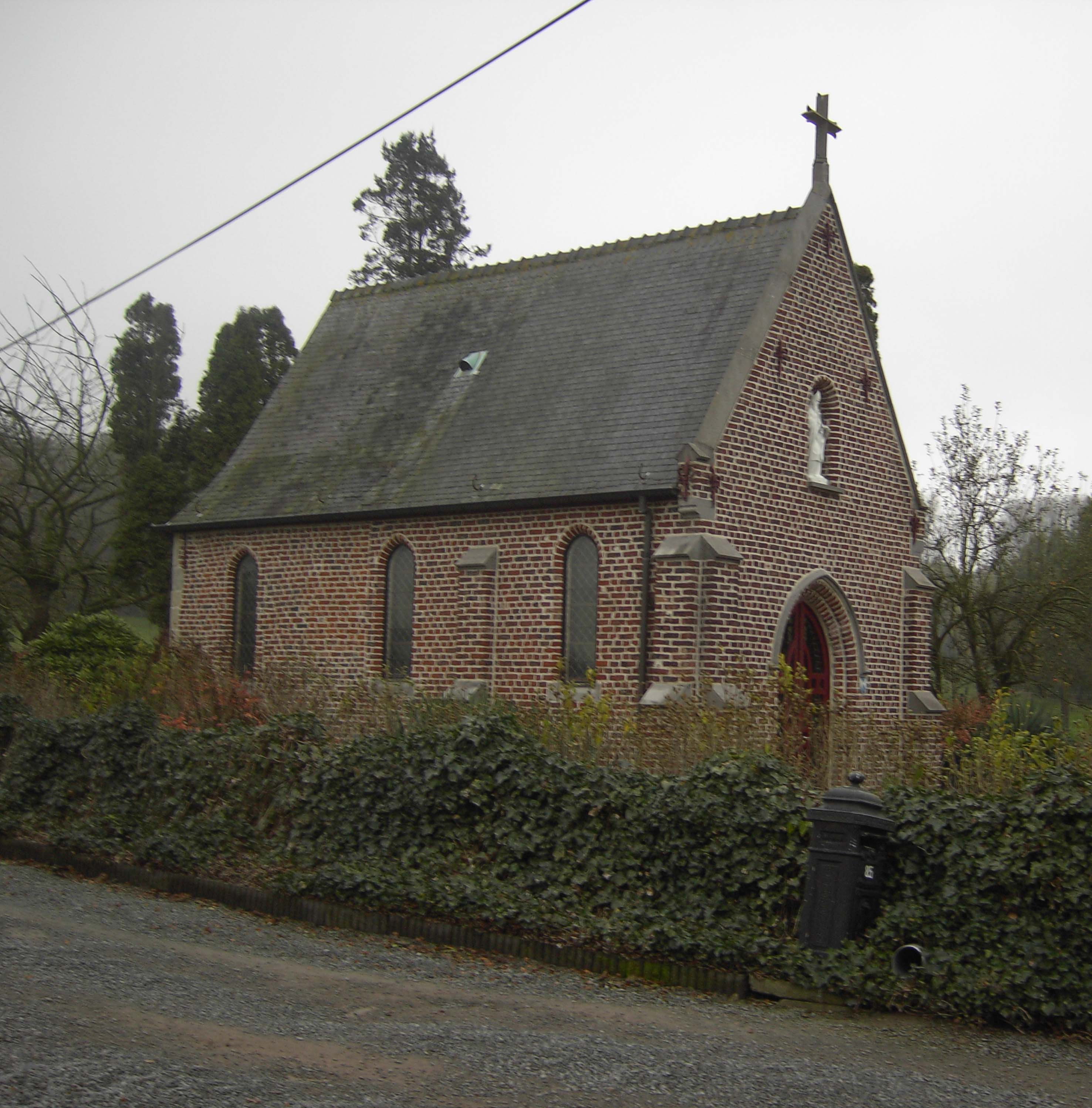
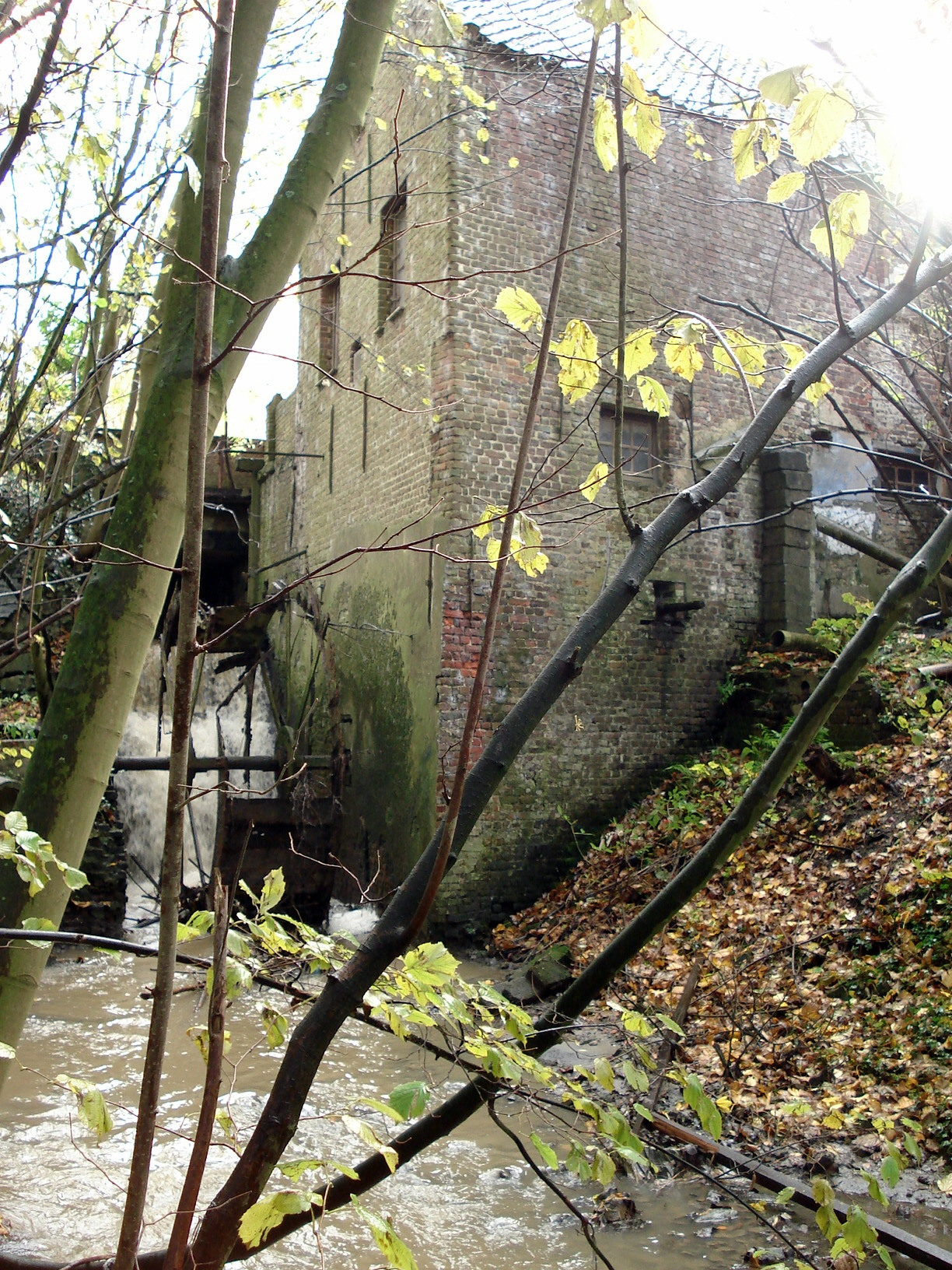